# Perilampidea larium
Perilampidea larium är en stekelart som beskrevs av Albert Burke Wolcott 1924. Perilampidea larium ingår i släktet Perilampidea och familjen puppglanssteklar.
Artens utbredningsområde är Puerto Rico. Inga underarter finns listade i Catalogue of Life.